# Narathura denta
Narathura denta är en fjärilsart som beskrevs av Evans 1957. Narathura denta ingår i släktet Narathura och familjen juvelvingar. Inga underarter finns listade i Catalogue of Life.